# ジョン・ジャーダ
ジョン・ジャーダ（John Tjaarda、本名：Joop Tjaarda van Starkenberg、1897年2月4日 - 1962年）はアメリカ合衆国のカーデザイナー。

## 来歴
オランダのアーネムで生まれ、イギリスで航空工学を学び、オランダ空軍でパイロットとして勤務した。1923年にアメリカへ渡り、ヤーライ理論の流れを汲む流線型リアエンジン乗用車の開発を志し、1931年に開発した流線型ボディの後端に空冷V型8気筒エンジンを搭載する試作車「スターケンバーグ」は彼の名声を高めた。これはフォード社系列の車体製造会社であるブリッグス（Briggs）社の社主であるウォルター・ブリッグスの関心を惹き、ジャーダはブリッグスに入社して1933年に開催されたシカゴ万国博覧会で流線型の試作車が公開された。1934年には後に著名なカーデザイナーになる息子のトム・チャーダが生まれた。

## ギャラリー

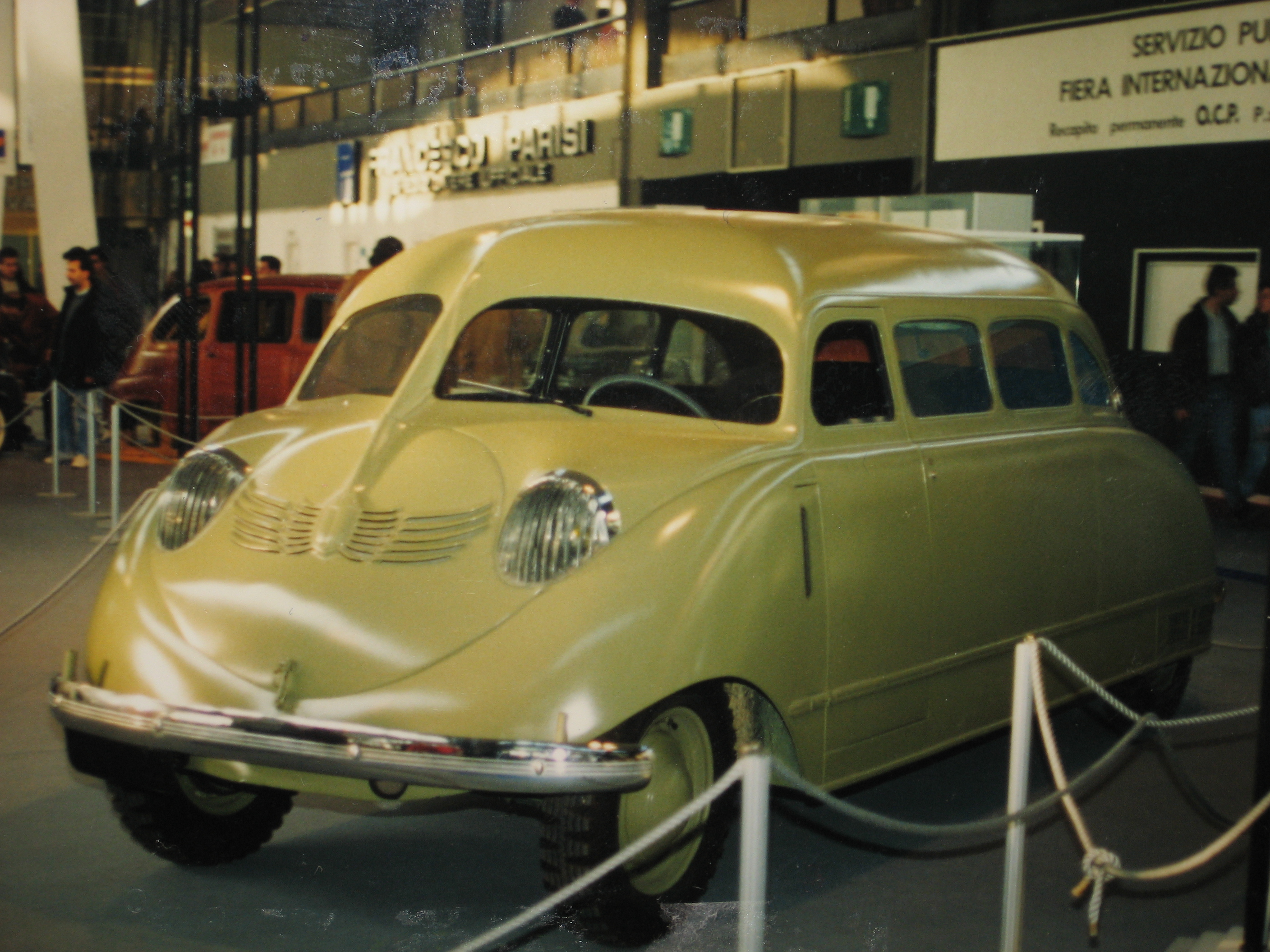
スタウト・スカラブ
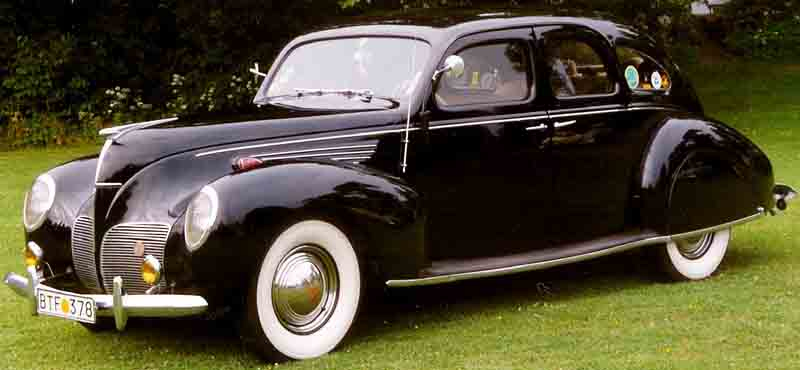
リンカーン・ゼファー